# Mormodes vernixioidea
Mormodes vernixioidea är en orkidéart som beskrevs av Guido Frederico João Pabst. Mormodes vernixioidea ingår i släktet Mormodes och familjen orkidéer.

## Underarter
Arten delas in i följande underarter:
- M. v. autanensis
- M. v. vernixioidea